# Jean-Baptiste de Machault d'Arnouville
Jean-Baptiste de Machault d’Arnouville, Conde d'Arnouville, Senhor de Garge et de Gonesse, (Paris, 13 de dezembro de 1701 — Paris, 12 de julho de 1794) foi um político francês.
Filho de Louis Charles de Machault d'Arnouville, delegado geral de polícia, Jean-Baptiste de Machault d'Arnouville nasceu em uma família de parlamentares estabelecida em Paris desde o princípio do século XVI. Casou-se em 1737 com Geneviève Louise Rouillé du Coudray (1717-1794), em Paris. Tiveram quatro filhos : 
1. Louis (1737-1820), Bispo de Amiens ;
2. Armand (1739-1827), Coronel de Languedoc-Dragons ;
3. Alexandre Jean Baptiste (nascido em 1741) ;
4. Charles (1747-1830).

Foi conselheiro no Parlamento de Paris (20 de Junho de 1721) e depois chefe de petições (7 de Agosto de 1728). No cargo de relator do gabinete de Legislação, esteve estreitamente associado aos trabalhos de codificação realizados pelo Chanceler d'Aguesseau, que o tinha em alta estima. Foi a seguir presidente do Grande Conselho francês (22 de Janeiro de 1738-1742), antes de ser nomeado intendente da Província de Hainaut em Valenciennes, em 1º de Março de 1743, por recomendação do Duque d'Argenson. Estava ligado ao procurador geral Guillaume-François Joly de Fleury e era amigo íntimo de Daniel-Charles Trudaine.
O Rei Luís XV teve a ocasião de conhecer Machault d'Arnouville quando de sua estada na Intendência de Valenciennes em 1744 e 1745. Em 6 de Dezembro de 1745, o Rei o nomeia Controlador Geral das Finanças, substituindo Philibert Orry, que Madame de Pompadour havia conduzido à desgraça. A favorita, escreve Michael Antoine, « não tomou parte na nomeação do novo Controlador Geral, que, por certos traços, parecia-se com seu predecessor. Era também insensível às súplicas de interesses particulares, de um humor taciturno e de abordagem difícil, apropriada para desencorajar os solicitantes, apesar de sua extrema polidez. »
Como os quatro anos da Guerra de Sucessão Austríaca haviam esvaziado os cofres do estado, Machault precisou recorrer a empréstimos. Tentou, em 1749, fazer uma reforma nos impostos diretos que, se levada a cabo, teria talvez permitido reduzir uma das causas da explosão revolucionária que aconteceria quarenta anos depois, em 1789. Propôs a abolição do dízimo, do qual escapavam o clero e a maior parte da nobreza, e de substituí-lo por um novo imposto, o "vingtième" ("vigésimo"), que não sofreria qualquer restrição de classe. Mas este projeto suscitou um protesto dos privilegiados e a isenção obtida pelo clero fez com que o Controlador Geral abandonasse sua reforma em Dezembro de 1751.
Em 29 de Novembro de 1750, Machault d'Arnouville foi nomeado paralelamente Guardião dos Selos da França, concomitantemente à nomeação de Guillaume de Lamoignon de Blancmesnil como Chanceler da França, substituindo a Henri François d'Aguesseau que pedira demissão.
Secretamente atacado por seu colega, o Conde d'Argenson, comprometido perante o rei pela benevolência que lhe atribuía o Parlamento, entravado na execução de seus planos, foi demitido do controle geral das finanças em 28 de Julho de 1754, mas, em compensação, recebeu o Secretariado de Estado da Marina. Para conseguir as boas graças da Inglaterra, Machault foi o principal instigador da revogação de Dupleix na Índia, em 1757, desencadeando a perda definitiva da mais rica das conquistas francesas. Devido a isso, mereceu o título de "o mais burro de todos os ministros de Luís XV". Permaneceu como Guardião dos Selos e Secretário de Estado até 1º de Fevereiro de 1757, quando Madame de Pompadour o faz ser demitido.
« É certo que, de todos os ministros, Machault foi aquele que Luís XV mais amou e estimou, conta Michael Antoine. Viu nele o grande homem de Estado com que sonhava, no que foi, uma vez mais, perfeitamente lúcido. A decisão e a energia eram os traços dominantes de seu carater, a clareza e a precisão os de seu espírito, com uma consciência admirável das necessidades práticas maior que uma propensão para especulações teóricas, com um respeito pelas tradições, o que não impedia que suas reformas trouxessem enormes repercussões que causavam uma reformulação do Estado e da sociedade. O homem, desta forma, era profundamente íntegro e, apesar do que insinuaram e vociferaram seus inimigos, um bom cristão. Apesar de nunca haver desejado o poder e de nunca ter sentido sua falta após perdê-lo, nunca perdeu a habilidade de mantê-lo. Tendo notadamente percebido o quanto Madame de Pompadour podia ser nociva, teve o cuidado de assegurar-se de seu apoio e sua simpatia, sem que, em sua alma e consciência, aprovasse sua ligação com o Rei. »
Após cair em desgraça, durante mais de trinta anos viveu esquecido de todos, em suas terras de Arnouville-lès-Gonesse, onde tentara construir, em 1750, um moderno castelo em meio a um parque. O conjunto, que ficou inacabado provavelmente devido à desgraça de Machault, era grandioso. O Marquês d'Argenson fez notar em uma carta datada de 1751 : « ele faz despesas loucas em seu castelo de Arnouville-lès-Gonesse : fez construir uma vila e fez, em frente a sua casa, uma praça pública tão grande quanto a Praça Vendôme ; ele aguarda que o rei passe por lá, voltando de Compiègne, e fez com que o caminho passasse por aí. »
Fala-se que em sua subida ao poder em 1774, Luís XVI pensou em chamar de volta Machault. Porém uma intriga de última hora – vinda dos lados do Duque d'Aiguillon, que apadrinhava seu primo "à moda da Bretanha", o Conde de Maurepas, ou dos lados do clero com quem Machault havia se indisposto quando do episódio do "vingtième" – fez com que fosse preterido em benefício de Maurepas.
Em 1789, instala-se no Castelo de Thoiry, residência de seu filho Charles e herança da esposa deste, nascida Angélique de Baussan. Seu filho Louis, bispo de Amiens, recusou-se a prestar juramento à Constituição Civil do Clero e emigrou. Vítima do decreto de 17 de Setembro de 1793, já no auge da Revolução Francesa, decreto este que incluia os parentes de emigrados dentro da categoria de suspeitos, Jean-Baptiste Machault d'Arnouville, então com noventa e três anos, foi detido em Rouen e aprisionado em 1794 na Prisão das Madelonnettes onde veio a falecer pouco tempo depois.
Foi nomeado membro honorário da Academia de Ciências da França em 1746, comandante e tesoureiro das ordens do Rei em 16 de Novembro de 1747 e Ministro de Estado em 24 de Maio de 1749.